# Collado de Contreras
Collado de Contreras es un municipio y localidad española de la provincia de Ávila, en la comunidad autónoma de Castilla y León. El término municipal cuenta con una población de 145 habitantes (INE 2024).

## Geografía

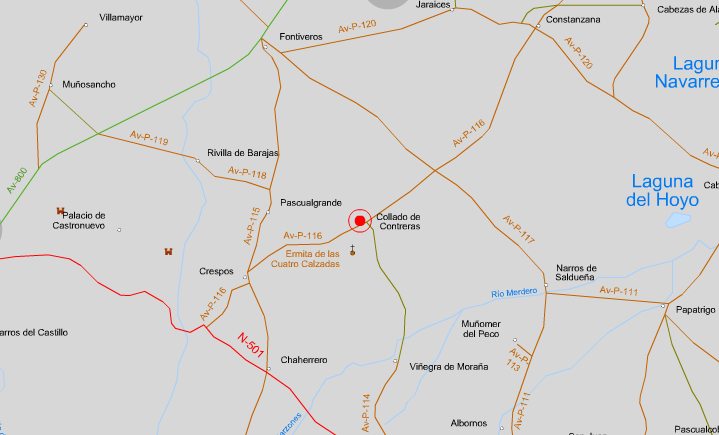
Mapa de la localización de la población de Collado de Contreras

Este municipio se encuentra rodeado de las localidades de Crespos, Muñomer del Peco, Fontiveros, Constanzana, Viñegra de Moraña, Narros de Saldueña y Pascualgrande. Todos ellos pertenecen a la comarca de La Moraña.

## Historia

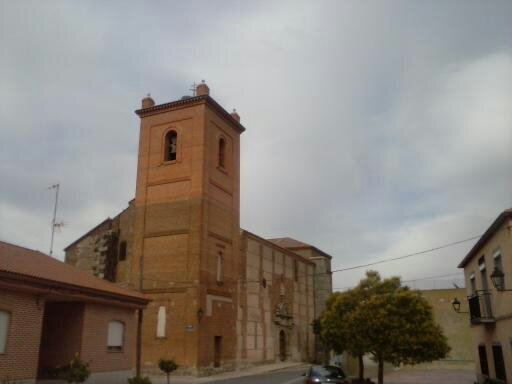
Exterior de la iglesia parroquial de Collado Contreras

El nacimiento de Collado de Contreras tiene su origen en algún tipo de pequeño asentamiento sobre un pequeño cerro entorno a alguna actividad agrícola o ganadera, o como parte de la organización territorial de las grandes villas repobladoras cercanas, como Ávila o Arévalo.
Probablemente esto se produjo entre los siglos XI y XIII, una vez se consolidaron las tierras al sur del Duero, tras la conquista de la ciudad de Toledo. Esta zona había pertenecido a la extremadura castellana, una franja de tierra fronteriza entre los reinos cristianos y musulmanes, caracterizada por su inestabilidad que fue objeto de intensa actividad repobladora una vez se avanzo la frontera al Tajo tras el hecho indicado.
Está actividad repobladora se realizó utilizando a mozárabes o muladíes llegados del norte de la península. Estos pobladores, si bien mantuvieron en su mayoría la religión cristiana, presentaron elementos aglutinantes por cuanto usaron indistintamente la lengua latina-romance y la árabe, igualmente y en este sentido conservaron su cultura romano-visigótica, pero con importantes elementos árabes.
Uno de los motivos por los que Collado se fundó sobre estos terrenos tendría que ver con los numerosos arroyos que lo flanqueaban, que unidos en lo que por la zona se llama la "reguera", desembocan en el Zapardiel, a la altura de Crespos.
El topónimo de Collado de Contrera no figura en documentos escritos hasta la mitad del siglo XIII, en la Consignación de Rentas del Cardenal Gil Torres en la Iglesia Obispado de Ávila. Durante este periodo aparece esta población como una de las más importantes y prósperas de La Moraña. De los 38 núcleos de población que se relacionan en esta comarca, el municipio ocupaba el cuarto lugar en la aportación de rentas, lo que indica el alto nivel de población y riqueza que poseía la localidad.
A mediados del siglo XV, en el Libro de los Veros Valores del Obispado de Ávila, se confirma el aumento de población y riqueza de esta localidad, que llega a su máximo a finales del siglo XV, figurando en el censo de la Corona de Castilla de 1591, con 249 vecinos, alrededor de 1200 habitantes.
El esplendor de la localidad se pone de manifiesto con la construcción de la iglesia (En la actualidad Nuestra Señora de los Dolores), a finales del siglo XV y principios del siglo XVI, una de las mejores de la época en la provincia, junto con la de Villatoro. La iglesia consta de tres naves amplias , separadas de arcos de medio punto, sobre sutiles y altísimas columnas corintias, y una bella portada meridional con esculturas.
Durante siglos, el topónimo de la localidad variará para llegar a ser el que conocemos hoy en día, Collado de Contreras. Este hecho está relacionado con la entrega de esta localidad como señorío secular a la familia "Contreras", miembros de la oligarquía de la ciudad de Ávila, figurando después Carlos de Contreras Pamo y Frías o Geronimo Manuel Contreras Pamo y Frías como señores de Collado de Contreras.
La base de esplendor de la población se situó en la riqueza del suelo con producciones de cereales, legumbres, hortalizas y viñedos.

## Demografía
Collado de Contreras cuenta con una población de 145 habitantes (INE 2024) . Del total, 69 son mujeres y 76 hombres.
La población de Collado de Contreras notó un gran crecimiento durante la primera parte del siglo XX hasta alcanzar su techo en 1960 con 590 habitantes. A raíz de esta fecha la población ha ido decreciendo enormemente como consecuencia del éxodo rural a las ciudades.
| Gráfica de evolución demográfica de Collado de Contreras entre 1842 y 2021                                            |
| |
| Población de derecho según los censos de población del INE. Población de hecho según los censos de población del INE. |

## Comunicaciones
La localidad se encuentra en la carretera de Crespos-Arévalo (Av-P-116), que tiene nacimiento en la carretera de Ávila-Salamanca (N-501) que se encuentra cercana al municipio, en la salida en dirección Crespos.
Esta localización hace que esté relativamente cerca de los municipios de Fontiveros (10 km), Ávila (45 km), Peñaranda de Bracamonte (27 km), Arévalo (27 km) o Salamanca (70 km).
- Autobuses

Existe un transporte regular de autobuses que comunica Madrid con la localidad de Chaherrero cercana a Collado de Contreras. Este servicio lo presta la empresa Auto-Res dando el servicio a través de la línea Madrid-Salamanca

## Símbolos
La inauguración y posterior adopción del escudo y la bandera por parte del Excmo. Ayuntamiento de Collado de Contreras se formalizó en un acto público celebrado el día 27 de mayo de 1996 en la iglesia parroquial de Nuestra Señora de los Dolores, con motivo de la celebración de las fiestas en honor de Nuestra Señora de las Cuatro Calzadas.

### Escudo
Escudo medio partido y cortado. Primero de sinople haz de espigas de trigo de plata. Segundo de plata collado de sinople sumado de la torre de la iglesia de Nuestra Señora de los Dolores al natural. Tercero de plata cruz completa de azur cargada de tres azucenas de plata. Al timbre Corona Real cerrada.

### Bandera
Bandera rectangular de proporciones 2:3, formada por cinco franjas horizontales, en proporciones 1/4, 1/12, 1/3, 1/12 y 1/4, siendo rojas las exteriores, blancas las intermedias y verde la central.

## Patrimonio

### Iglesia de Nuestra Señora de los Dolores

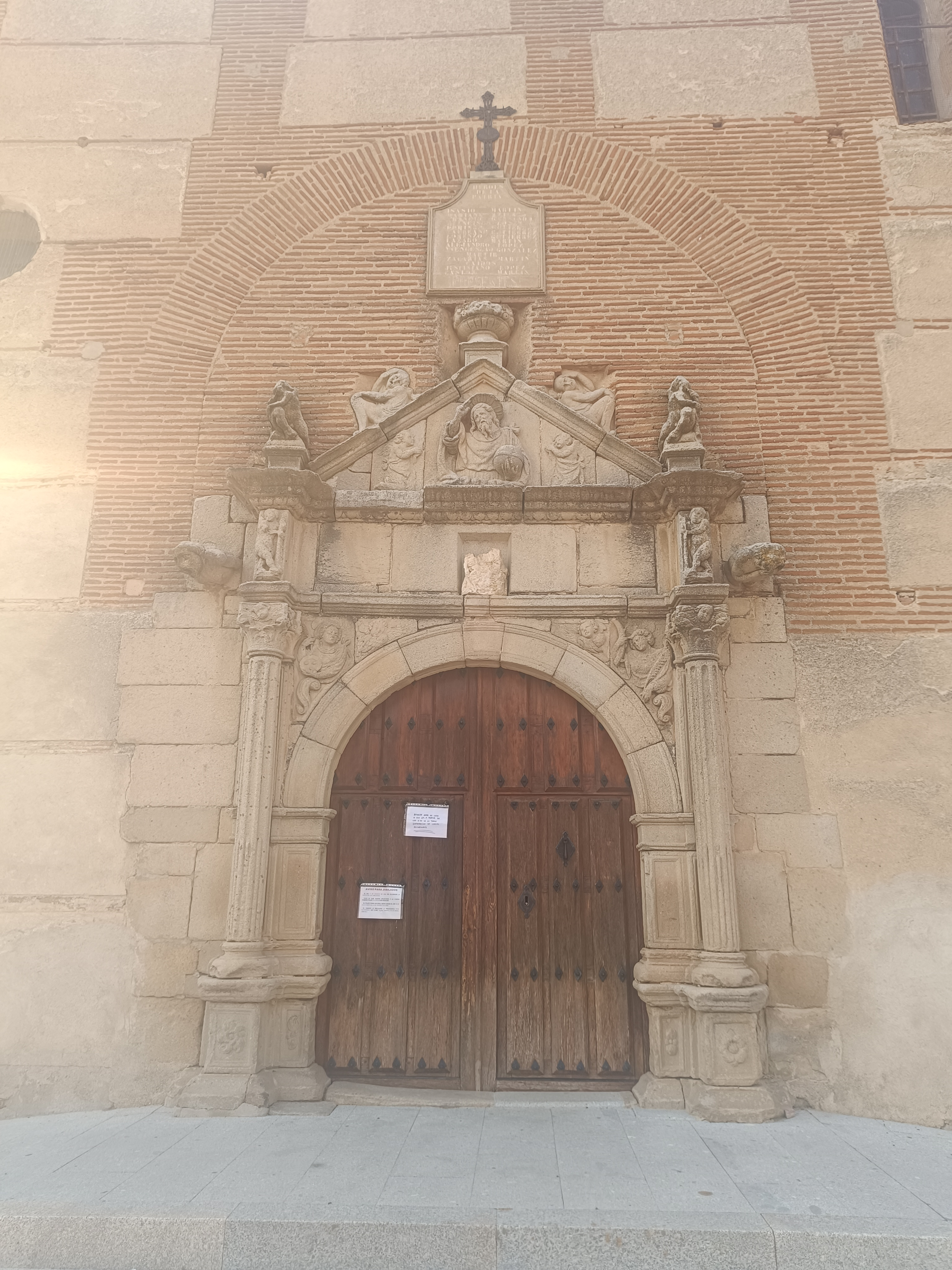
Portada de la iglesia

La edificación del templo se encuentra en el centro de la localidad y su origen se remonta a la época de los Reyes Católicos, entre finales del siglo XV y principios del siglo XVI.
Al acceder, nos recibe una imponente portada atribuida a Juan Rodríguez, un destacado escultor que también ejerció como arquitecto. Esta portada principal sigue un diseño clásico, con un arco de medio punto flanqueado por dos columnas con capiteles corintios que sostienen un entablamento y un frontón triangular decorado con esculturas de granito.
El conjunto escultórico está repleto de motivos figurativos (seres mitológicos y gárgolas) en juntas, capiteles, entablamento y frontón. La figura central es la de Dios Padre bendiciendo, acompañado por ángeles y, a ambos lados, las imágenes de las santas mártires de los primeros siglos del cristianismo, Santa Lucía y Santa Águeda.
El tratamiento artístico de esta representación produce una marcada sensación de dinamismo. Todo el conjunto data del primer tercio del siglo XVI y pertenece a la corriente escultórica del Plateresco Salamantino.
En el interior, podemos ver un edificio de una sola planta con tres naves bien definidas, separadas por arcos de medio punto, y separada del crucero por arcos ojivales.
La bóveda del crucero y del presbiterio es estrellada y está realizada en piedra de sillar. Sin embargo, el techo de la nave central es de madera, llamado alfarje, completamente plano, soportado por jácenas que cubren toda la nave y con colgadizos en las naves laterales, cuyas vigas están decoradas con gramiles.
Arquitectónicamente, se observan diferentes estilos, especialmente en las paredes, donde predomina el ladrillo mudéjar con el paño árabe. En la parte de la torre, encontramos madera junto con barro o adobe, construcción típica de la zona sur de Ávila y de la sierra de Salamanca.
En la parte trasera, se encuentra un arco adornado con dovelas típicas del gótico isabelino, que posiblemente provenga de un templo anterior más pequeño. Actualmente, este arco separa la nave de la capilla bautismal, donde se alberga la fuente del siglo XVI.
También en la parte trasera se encuentra la tribuna del coro donde se sitúa el órgano.
El ábside está construido con piedra rústica e irregular, mientras que los contrafuertes, columnas y bóvedas están hechos de piedra labrada o sillería. En la parte superior se pueden observar frescos, incluyendo un trampantojo que simula una ventana en el lado opuesto. Para los observadores atentos, se puede ver una línea roja que marca las uniones de las piedras de la bóveda.
Entre la riqueza artística de la iglesia, se destacan nueve retablos de diferentes estilos y épocas, resaltando el retablo mayor de estilo churrigueresco de principios del siglo XVIII. El retablo está dividido en tres calles por grandes columnas. El ático del retablo es cupuliforme con una hornacina central que alberga a San Juan Bautista, flanqueado por dos ángeles con instrumentos de la Pasión.
En la calle central se encuentra la titular de la parroquia, Nuestra Señora de los Dolores, mientras que en las calles laterales se ubican San Pedro, San Pablo, San Gregorio y Santa Bárbara.
En el cuerpo inferior del retablo, destaca un gran baldaquino con ostentorio que contiene el sagrario y una talla del Niño Jesús del siglo XVII.
La iglesia también posee un valioso tríptico de alabastro realizado en un taller inglés del siglo XV, actualmente custodiado en el museo catedralicio de Ávila.
Entre los demás retablos y sus imágenes, no podemos dejar de mencionar la de San Pedro de Alcántara, ubicada en la antigua pila de agua bendita del siglo XV, perteneciente a la iglesia primitiva.
En la capilla lateral del muro norte, se encuentra la antiquísima talla del Santísimo Cristo de Miguelele, que data de los siglos XIII-XIV, enmarcada en un retablo barroco policromado del siglo XVIII.
Durante la Navidad, el templo acoge la ruta de los belenes de La Moraña, una ruta que recorre diferentes iglesias de la Moraña y en la cual se pueden visitar los diversos belenes hechos a mano por los vecinos de la localidad.

### Ermita de  Nuestra Señora de las Cuatro Calzadas

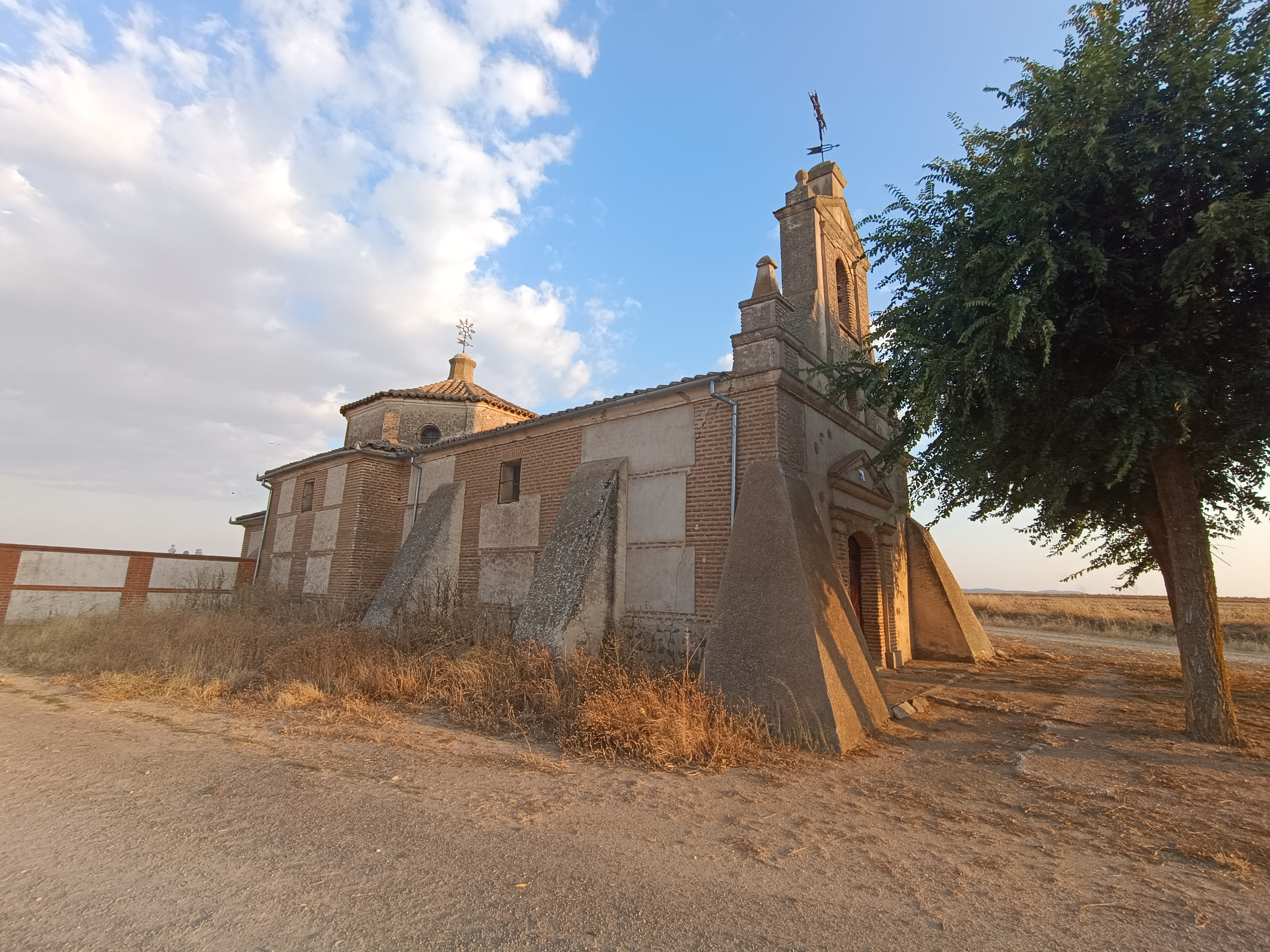
Ermita Nuestra Señora de las Cuatro Calzadas

La ermita se encuentra en un llano a unos 500 m de la localidad, en el cruce de los caminos de Muñomer del Peco, Rivilla de Barajas y Camino Alto. Estos caminos pertenecen a la ruta teresiana y dan nombre a la advocación de la ermita.
Se trata de un edificio del siglo XVII que tiene planta de cruz latina. La fachada dispone de una puerta de arco escarzano de rocas de ladrillo y pilastras del mismo material
La imagen que se conserva en la ermita está realizada en piedra, según diversas estimación se puede tratar de una talla del siglo XII.
La ermita es testigo de romerías y celebración de fiestas, como por ejemplo, el lunes de Pentecostés. 
Adyacente a la ermita se encuentra el cementerio de la localidad.

### Fuente y lavadero

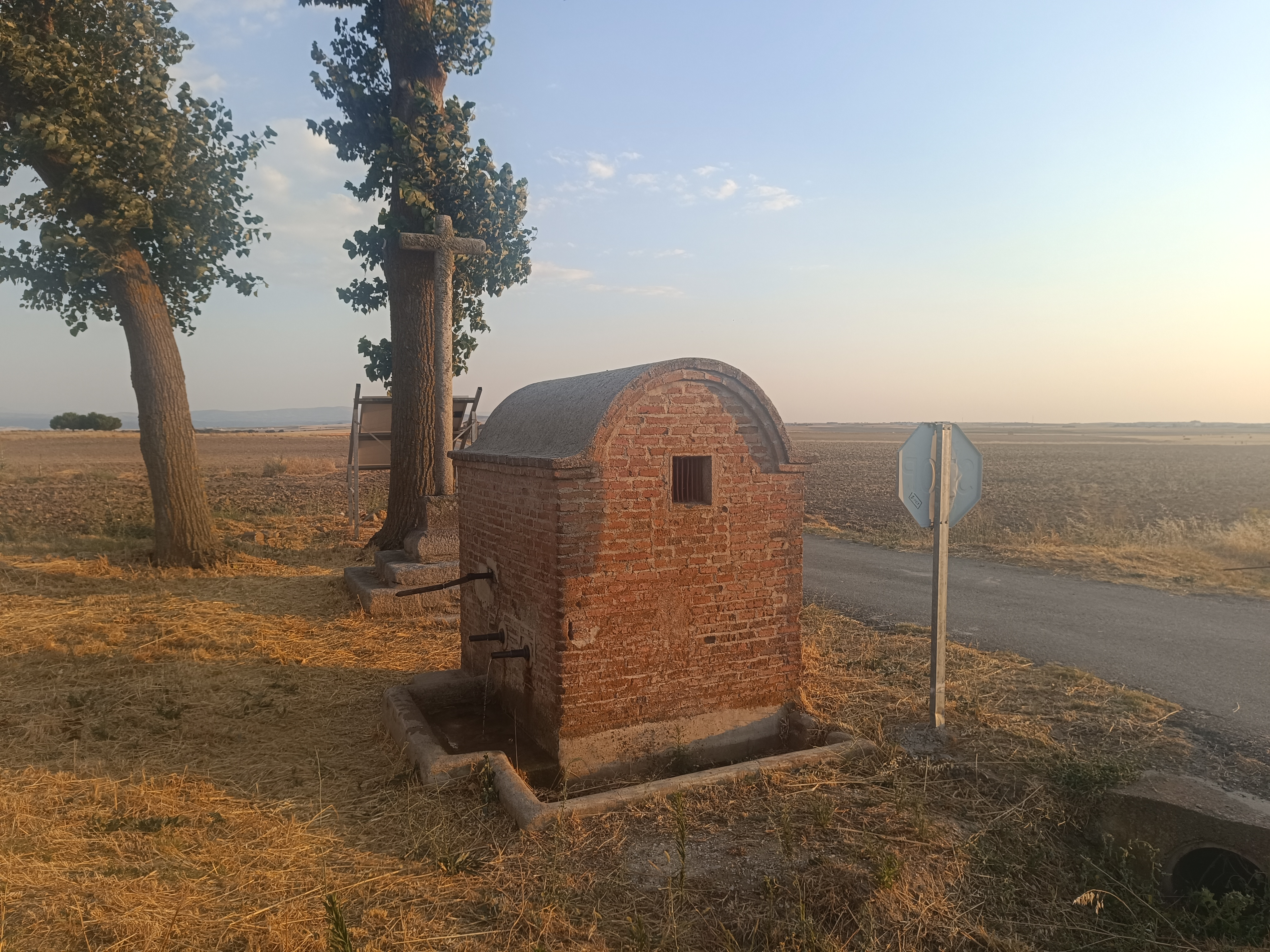
La fuente vieja

A las afueras de la localidad se encuentra la llamada fuente vieja que daba agua a las gentes del pueblo y proporcionaba un espacio donde lavar las ropas del hogar y trabajo. Su situación se justifica por la gran cantidad de agua que disponía esta localización en otros tiempos. 
Esta estructura se ha restaurado recientemente para el disfrute de las personas que se acerquen a ella. El mecanismo de extracción de agua se puede activar haciendo uso de la manivela situada en la parte de la izquierda de la misma o esperando a que el automatismo se active gracias a los paneles solares que están adyacentes a la misma. Si nos asomamos por la ventanilla se puede ver como funciona el mecanismo de extracción de agua y después de unos segundos, poder refrescarnos con el agua que emana de la misma.  

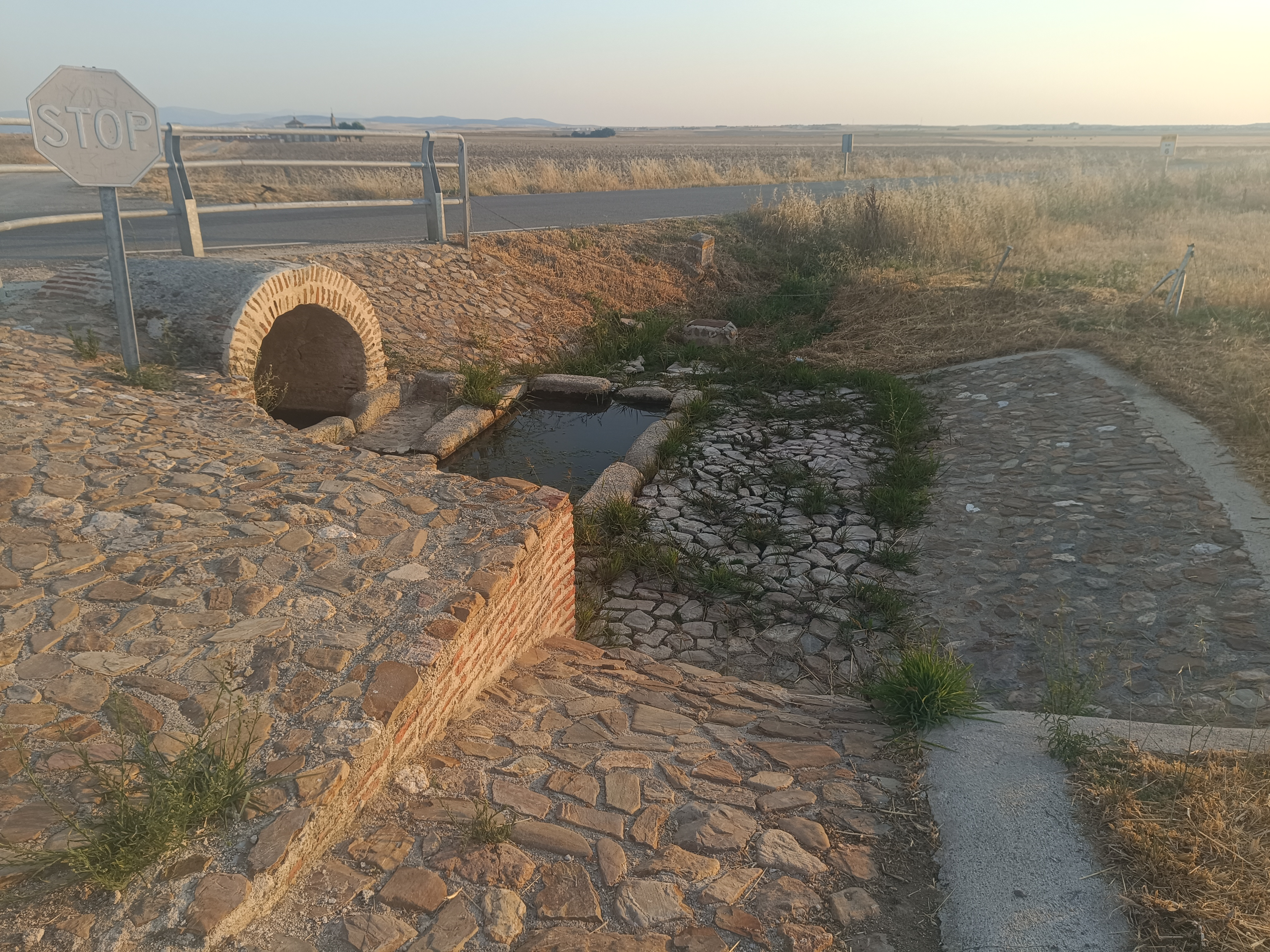
Lavadero de la localidad

En otros tiempos, el agua sobrante de la fuente viajaba por un caño paralelo a la carretera hasta llegar a la laguna de la localidad, proporcionando a la misma un caudal extra. En la actualidad, se ha dispuesto de un pequeño tubo soterrado que realiza la misma función para que la laguna tenga suficiente agua. 

## Cultura

### Camino teresiano
El camino teresiano es una ruta de peregrinación que recorre los hitos fundamentales de la ida de Santa Teresa de Jesús, desde su nacimiento (posiblemente en un casería en Gotarrendura) hasta su muerte. El más importante, el que une la localidad de Alba de Tormes y Ávila, pasa por esta localidad. 

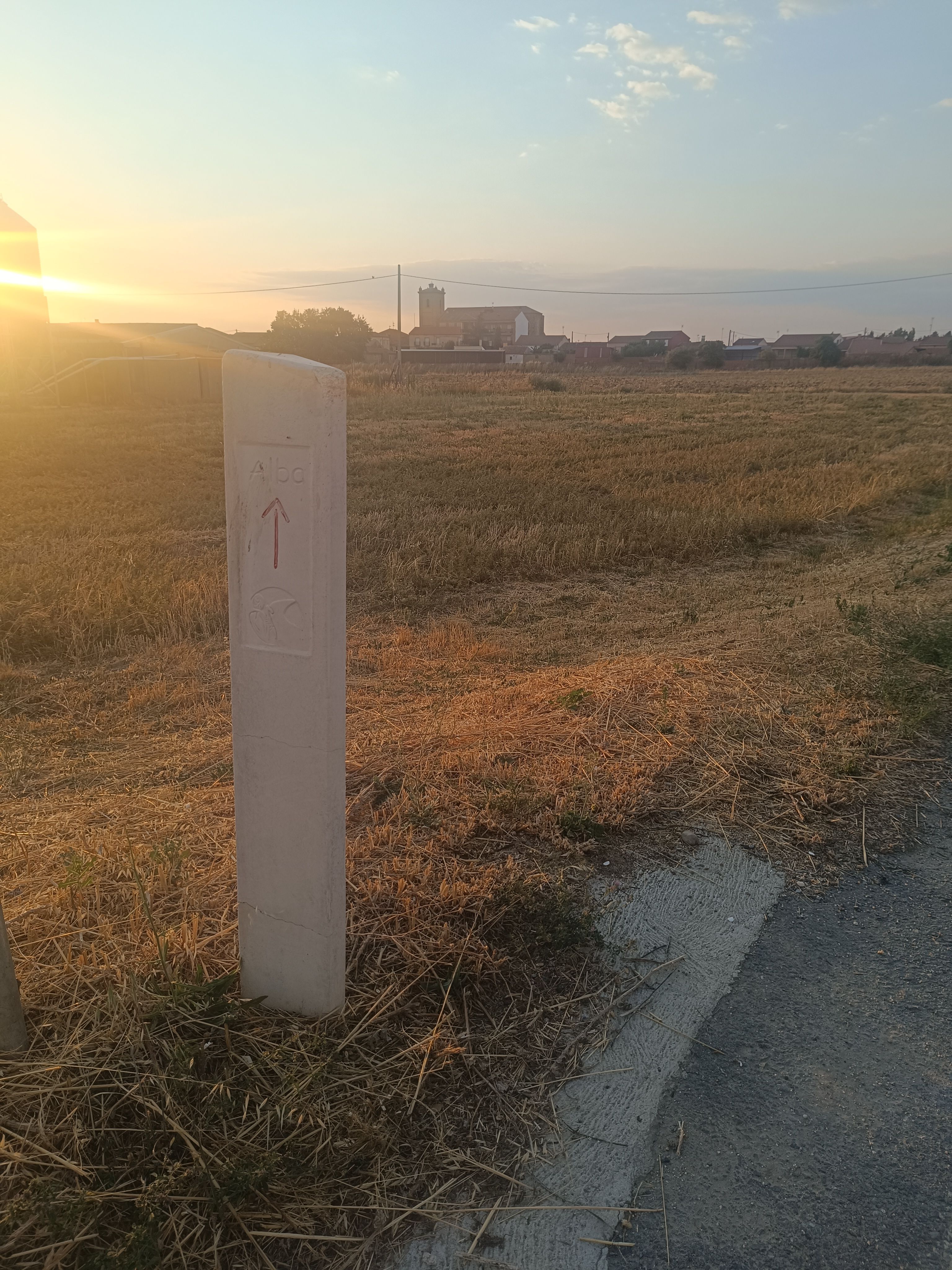
Ítem camino teresiano

La ruta destaca por conectar dos provincias importantes en la vida de Santa Teresa, además de incluir lugares significativos para San Juan de la Cruz, como Fontiveros, donde nació este místico español, y Duruelo, donde comenzó la reforma de los frailes carmelitas. 
Es un camino fácil, con etapas llanas que conectan pueblos muy próximos entre sí, lo que facilita el descanso y la posibilidad de recorrerlo en familia. Las dos variantes, norte y sur, abarcan poco más de cien kilómetros cada una. Como menciona Ana Velázquez, “es un camino no especialmente largo o exigente, que se puede completar en menos de una semana, lo que facilita la planificación…”.
La ruta transcurre en muchas ocasiones por paisajes agrícolas, con campos de trigo y colza que resultan especialmente hermosos en primavera y otoño, las mejores estaciones para realizar este recorrido.

### Fiestas y folclore
- Nuestra Señora de las Cuatro Calzadas

El 28 de mayo se celebra la fiesta en honor a Nuestra Señora de las Cuatro Calzadas o Virgen de la Concepción.
Tiene su origen en el cultivo del trigo y su relación con la fecundidad de la tierra, cuyos frutos se adivinan por la época. Era la fiesta de la esperanza.
- Nuestra Señora de los Dolores

El 31 de agosto e celebra la fiesta en honor a Nuestra Señora de los Dolores.
Tienen su origen en la celebración del fin de la recogida de la cosecha del verano, es decir, la fiesta de la tranquilidad, del reposo, del descanso y del agradecimiento a la tierra por los frutos para pasar un invierno tranquilo.
La celebración se realiza el primer fin de semana de septiembre y son las fiestas más importantes de la localidad, atrayendo a un gran número de personas de los pueblos cercanos.
Dichas fiestas cuentan desde hace un tiempo con un concurso nocturno de disfraces que llenan de colorido y alegría las calles de la localidad durante el primer día de celebración y que cuenta con un premio para el ganador. Este concurso se va haciendo año a año más grande por la participación y colaboración de las peñas y los habitantes de la localidad así como los visitantes de pueblos aledaños que poco a poco se van sumando.
- El mayo

La festividad de el mayo se celebra en la noche del 31 de abril al 1 de mayo. Es un evento que se desarrolla durante todo el día en un ambiente festivo con la alegría de las gentes del pueblo.
La jornada comienza por la mañana, cuando las gentes y los jóvenes del pueblo, con los quintos como protagonistas, se acercan a uno de los pinares de la localidad para cortar, recoger y trasladar un pino hasta la laguna. Una vez trasladado hasta las inmediaciones de la laguna, durante las últimas horas de luz, se coloca en posición vertical con la ayuda de cuerdas y la fuerza y pericia de los asistentes. Antiguamente, cuando las calles no estaban asfaltadas, se colocaba en la plaza del pueblo.
La festividad continua con la típica chocolatada hecha por los padres de los quintos del año, el baile y la toma de bebidas espirituosas hasta alcanzar las primeras horas del día. Si la noche se da bien, en algunos casos los asistentes se animan a escalar por el mayo o darse un baño en las aguas de la laguna.

## Deportes
- Polideportivo

El pueblo dispone de un polideportivo a las afueras del mismo donde se pueden practicar diferentes deportes.  Principalmente los jóvenes del pueblo suelen organizar partidos de fútbol.
- Pádel

El municipio cuenta con una pista de pádel de la que disfrutan las gentes de la zona. La gestión de las reservas se realiza en el bar de la localidad.
- Juego de la pelota

Antiguamente la tradición del juego de la pelota era muy común en el pueblo y en las localidades de la zona. Antes de que se construyera el frontón del pueblo, al lado del ayuntamiento, se jugaba contras las paredes de la iglesia. 
En la actualidad, el frontón ya no existe, sitiando en su lugar una plaza adoquinada frente a la iglesia.